# Medaglia Nachingwea
La medaglia Nachingwea è un'onorificenza del Mozambico. Prende il nome dalla città di Nachingwea, posta nel sud della Tanzania, che ospitò la base principale del Frelimo durante la guerra d'indipendenza del Mozambico.
La medaglia è conferita per meriti straordinari nel campo della difesa dei diritti umani e della lotta contro le povertà e per il contributo all'avanzamento della cultura del Mozambico.